# Ludvig Håkanson
Ludvig Erik Hakanson (Estocolm, Suècia 22 de març de 1996) és un jugador de bàsquet internacional suec que ocupa la posició de base i que ha jugat al Baloncesto Sevilla, FCB Barcelona, Fuenlabrada, i Bilbao Basket de la lliga ACB.

## Biografia
Jugador que surt del club suec Alvik Basket, Håkanson va deixar la seva Suècia natal el 2011 per unir-se a la formació juvenil del FC Barcelona. Es va assegurar un lloc a l'equip juvenil del Barça, l'FC Barcelona B, per a la temporada 2012-13. Després va jugar amb l'equip sènior masculí del FC Barcelona la temporada 2014-15.
A la temporada 2015-2016, va jugar cedit al VEF Riga i al Baloncesto Sevilla. Va ser un candidat primerenc al draft de l'NBA del 2016, però després es va descartar el seu nom de la llista.
L'agost de 2016, va ser traspassat al Baloncesto Fuenlabrada de la màxima categoria espanyola ACB amb un contracte de cessió de dos anys, amb el FC Barcelona tenint l'opció de retornar-lo al final de la temporada 2016-17.
El 31 de juliol de 2017, Håkanson es va separar del FC Barcelona. L'11 d'agost de 2017 va signar un contracte de tres anys amb Movistar Estudiantes.
El 13 de setembre de 2019 ha fitxat amb Stelmet Zielona Góra de la Lliga polonesa de bàsquet.
El 13 de juliol de 2020 ha fitxat pel Bilbao Basket de la Lliga ACB.